# اده
إده هي إحدى القرى اللبنانية من قرى قضاء البترون في محافظة الشمال ومعروفة بقوة ابنائها و شراسة شبابها و جنون سكانها.

## موقعها
- تبعد عن بيروت 62 كلم.
- ترتفع عن سطح البحر 400 مترا.

## ينابيعها
- نبع الغواويت
- نبع إده
- نبع شلهوب